# Městská hradba (Skopje)

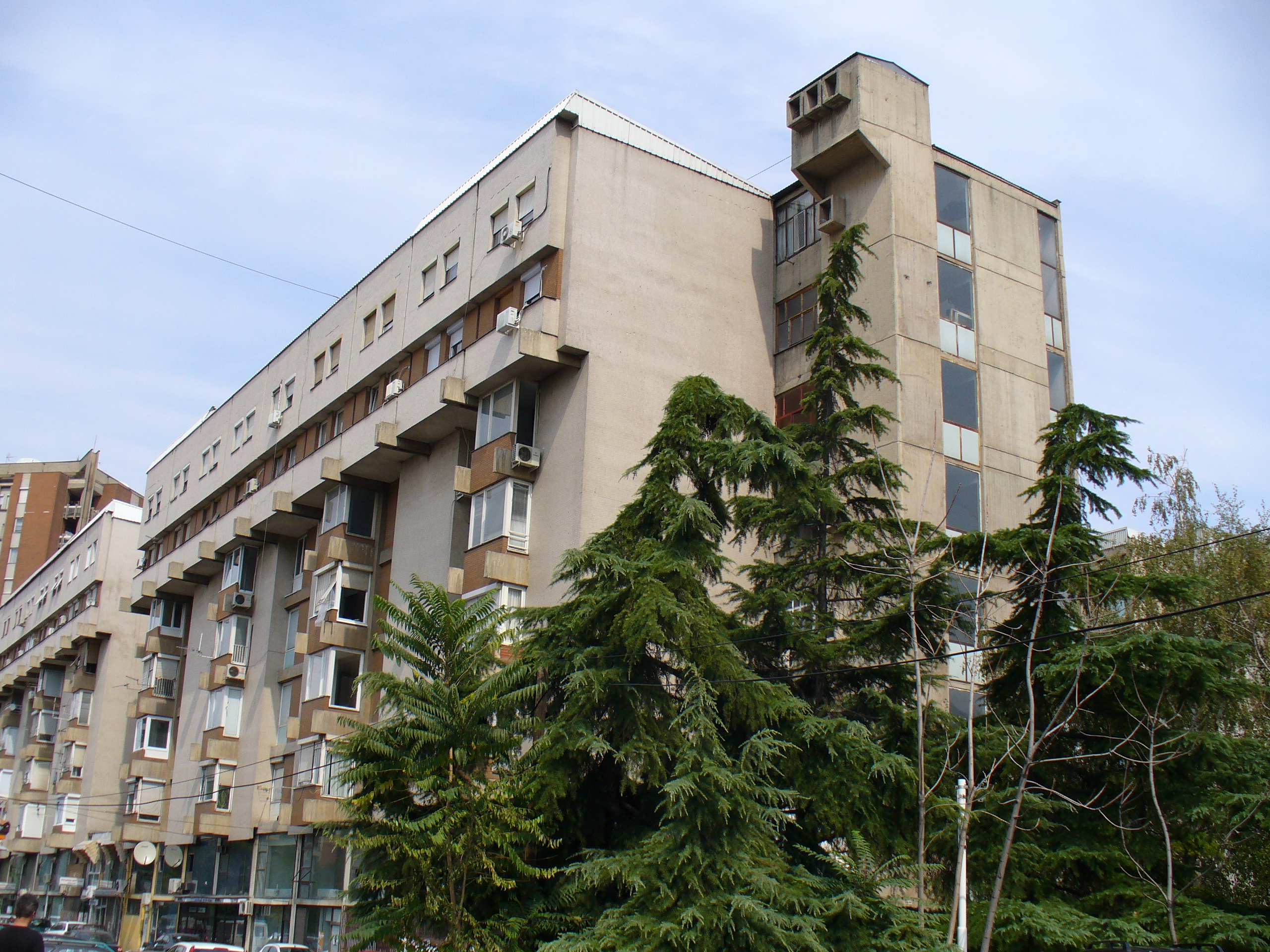
Obytné budovy Městské hradby

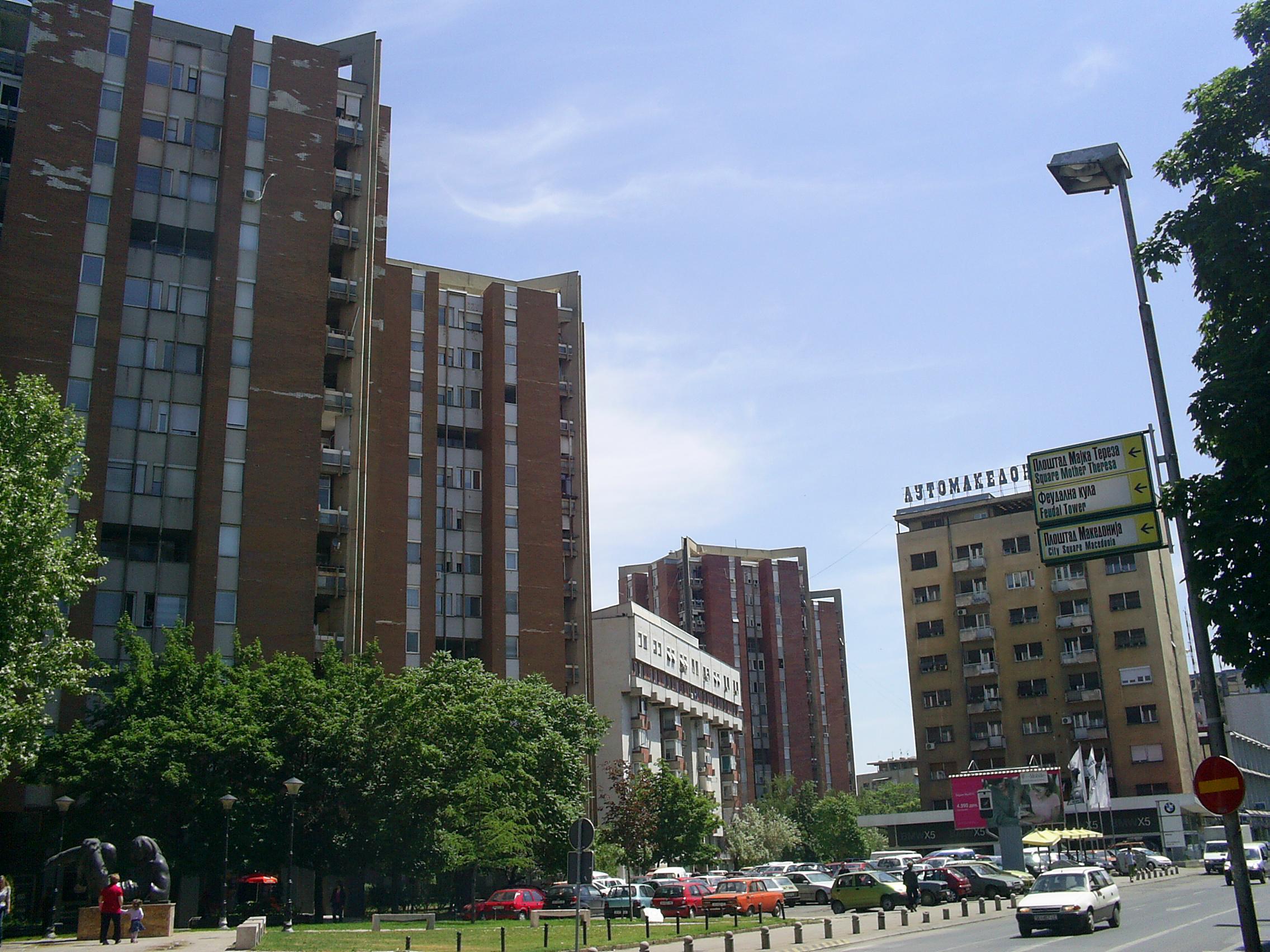
Čtyři výškové budovy Městské hradby

Městská hradba (makedonsky Градски ѕид) představuje moderní prvek severomakedonské metropole Skopje. Jedná se o prstenec výškových budov, obklopující centrum města na pravém břehu řeky Vardar. Městská hradba byla vybudována podle návrhu architekta Kenzo Tange během představby Skopje po zemětřesení v roce 1963. Poprvé se koncept městské hradby objevil v roce 1965.
Městská hradba je jedním z mála původních konceptů Kenzo Tange, která byla, byť po různých (celkem osmi) úpravách, ve své úplnosti zanesena do urbanistického plánu města Skopje a nakonec také zrealizována. Kopíruje víceméně středověké hradby okolo centra města; výškové budovy byly zvoleny aby poskytly vysoké kapacity bydlení pro zemětřesením zničené město a zároveň opticky oddělily centrum od zbytku severomakedonské metropole. Podle původních požadavků na rekonstrukci města bylo požadováno zajistit pro centrum města 2200 bytů. Kolem celé hradby měla být vybudována promenáda; bulvár s podzemními parkovišti a městskou zelení. Strana hradby směrem k městu měla být rušná; strana dále od centra měla být klidnější a příjemnější pro život.
Původní představa dlouhých vysokých bloků s futuristickými základy rozšiřujícími se do stran byla nakonec nahrazena prostými výškovými věžáky. Ty byly nakonec vybudovány ve výškách 24 (šestipodlažní) nebo 45 metrů (dvanáctipodlažní). Výstavba výškových budov v centru města byla prvním krokem k obnově bytového fondu postiženého města; s dalšími bytovými objekty po celé Skopji se pokračovalo až později.
Původní představa zbudovat obdobnou hradbu i na levém břehu řeky Vardar byla vzhledem k dochovanosti původní části města (Čaršije) zamítnuta, neboť by výstavba věžových domů v nízké turecké zástavbě byla nevhodná.
Výškové budovy, které se nacházejí ve dvou řadách, vybudovaly po zemětřesení a schválení plánu čtyři jugoslávské společnosti (Beton, Granit, Mavrovo, Pelagonia). Celkem vzniklo 1814 bytů, ve kterých v současné době žije na sedm tisíc lidí. Koncept městské hradby nebyl narušen ani při rekonstrukci města na začátku 21. století v rámci projektu Skopje 2014.